# Autigny-la-Tour
Autigny-la-Tour este o comună franceză situată în departamentul Vosges, în regiunea Grand Est.

## Geografie
Satul Autigny-la-Tour este încadrat într-una dintre numeroasele meandre ale râului Vair, pe malul drept, la o altitudine de 290 m.

### Comune limitrofe
|                            | Martigny-les-Gerbonvaux | Tranqueville-Graux |
| Soulosse-sous-Saint-Élophe |                         |                    |
|                            | Barville                | Harchéchamp        |

### Hidrografie
Comuna este situată în bazinul hidrografic al râului Meuse, în cadrul bazinului Rhin-Meuse. Este drenată de râul Vair.
Vair, cu o lungime totală de 65,3 km, își are izvorul în comuna Dombrot-le-Sec și se varsă în râul Meuse la Maxey-sur-Meuse, la granița cu Greux, după ce traversează 23 de comune.

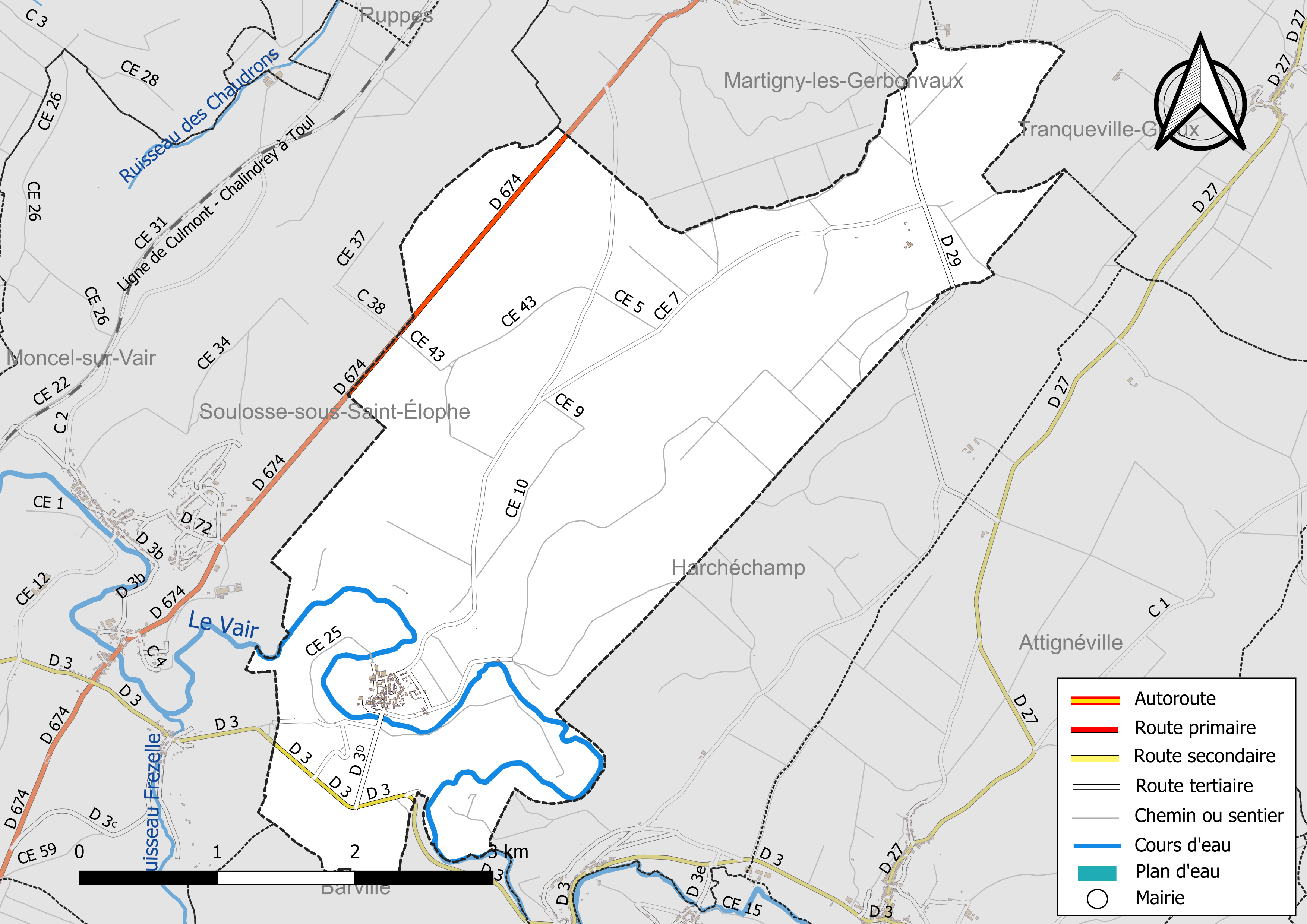
Rețelele hidrografice și rutiere Autigny-la-Tour.

### Clima
În 2010, clima comunei era de tip montan, conform unui studiu al Centrului Național de Cercetare Științifică (CNRS) pe baza unui set de date care acoperă perioada 1971-2000 bazat pe o serie de date din perioada 1971-2000. În 2020, Météo-France a publicat o tipologie a climatului pentru Franța metropolitană, în care comuna este caracterizată de un climat oceanic alterat și se află în regiunea climatică Lorena, platoul Langres și Morvan. Această zonă se distinge prin ierni aspre (1,5 °C), vânturi moderate și ceață frecventă în toamnă și iarnă.
Pentru perioada 1971-2000, temperatura medie anuală este de 9,6 °C, cu o amplitudine termică anuală de 16,9 °C. Cumulul anual mediu de precipitații este de 955 mm, cu 13,3 zile de precipitații în ianuarie și 9,5 zile în iulie. Pentru perioada 1991-2020, temperatura medie anuală observată la stația meteorologică Météo-France cea mai apropiată, „Rollainville”, situată în comuna Rollainville la 5 km în linie dreaptă, este de 10,3 °C și cumulul anual mediu de precipitații este de 860,3 mm. Temperatura maximă înregistrată la această stație este de 39,6 °C, atinsă pe 25 iulie 2019; temperatura minimă este de −18,2 °C, atinsă pe 20 decembrie 2009.
Parametrii climatici ai comunei au fost estimați pentru mijlocul secolului (2041-2070) conform diferitelor scenarii de emisie de gaze cu efect de seră, bazate pe noile proiecții climatice de referință DRIAS-2020. Aceștia pot fi consultați pe un site dedicat publicat de Météo-France în noiembrie 2022.

## Urbanism

### Tipologie
La 1 ianuarie 2024, Autigny-la-Tour este clasificată drept comună rurală cu habitat dispersat, conform noii grile comunale de densitate în șapte niveluri, definită de INSEE (Institutul Național de Statistică și Studii Economice) în 2022. Ea este situată în afara unei unități urbane. De asemenea, comuna face parte din zona metropolitană a orașului Neufchâteau, fiind o comună din periferie. Această zonă, care cuprinde 72 de comune, este clasificată în categoriile de zone cu mai puțin de 50.000 de locuitori.

### Utilizarea terenului
Ocuparea terenurilor în comună, așa cum reiese din baza de date europeană privind ocuparea biogeografică a solurilor Corine Land Cover (CLC), este marcată de importanța teritoriilor agricole (52,9 % în 2018), în scădere față de 1990 (55,4 %). Distribuția detaliată în 2018 este următoarea: păduri (44,9 %), terenuri arabile (36,8 %), pășuni (13,5 %), zone agricole eterogene (2,6 %), medii cu vegetație arbustivă și/sau ierboasă (2,2 %). Evoluția ocupării terenurilor în comună și a infrastructurilor sale poate fi observată pe diferitele reprezentări cartografice ale teritoriului: harta Cassini (secolul XVIII), harta de stat-major (1820-1866) și hărțile sau fotografiile aeriene ale IGN pentru perioada actuală (1950 până în prezent).

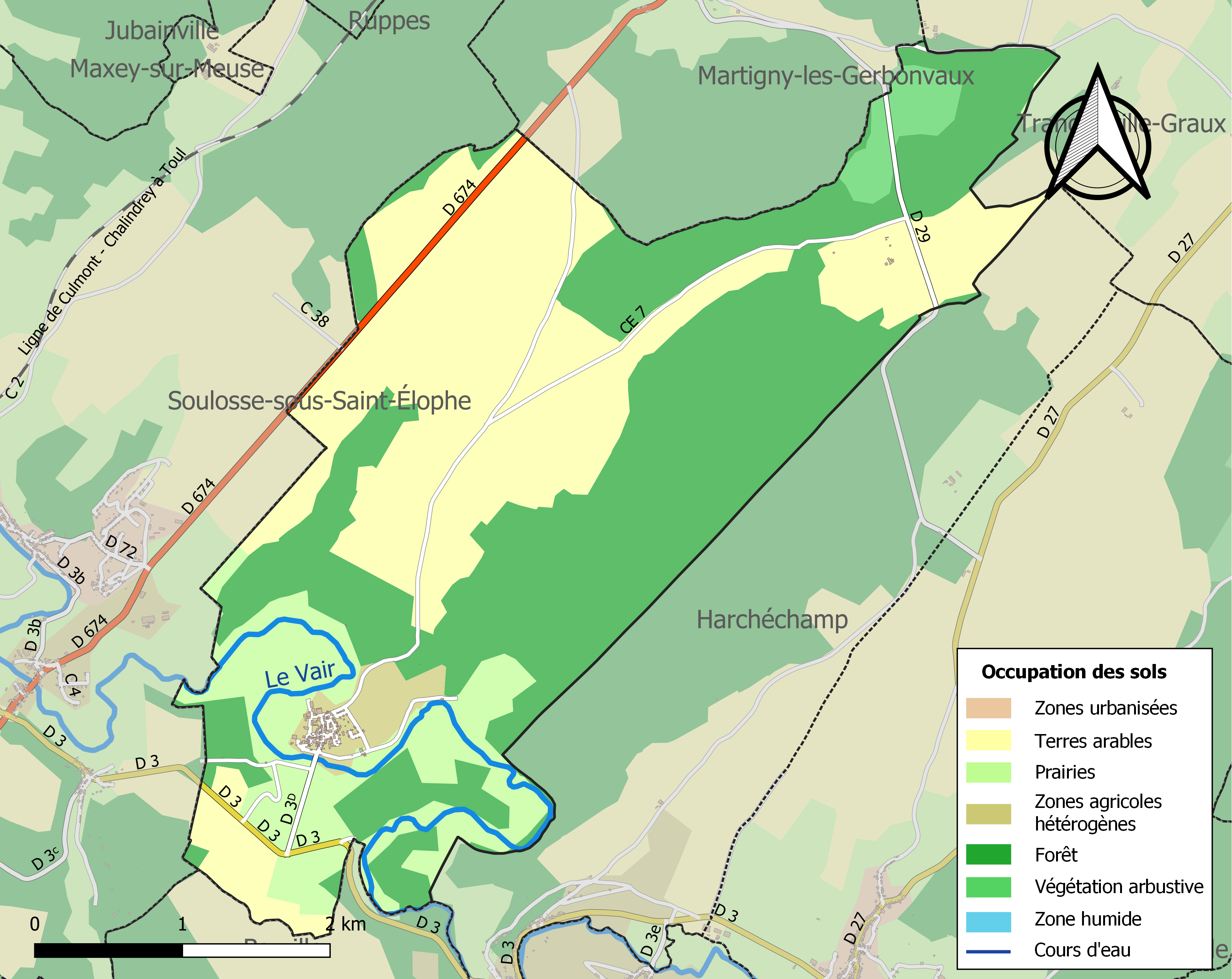
Harta infrastructurii și utilizării terenului a comunei în 2018 (CLC).

## Istorie
Satul este vechi: în perioada romană, purta numele de Attiniacus. Istoria sa este puțin cunoscută. Se știe totuși că, la 16 decembrie 1358, Jean du Châtelet, stăpânul Autigny și canonic la Mainz, a eliberat câțiva dintre supușii săi.
Feud al familiei du Châtelet, apoi al familiei Mauléon de Bastide, domeniul a fost ridicat la rang de comitat de către Stanislas, ducele de Lorena, în favoarea lui Antoine de Gondrecourt, la 10 februarie 1757.

## Populația și societatea

### Date demografice
Evoluția numărului de locuitori este cunoscută prin recensămintele populației efectuate în comuna respectivă începând din 1793. Pentru comunele cu mai puțin de 10 000 de locuitori, un recensământ al întregii populații este realizat la fiecare cinci ani, populațiile legale pentru anii intermediari fiind estimate prin interpolare sau extrapolare. Pentru comuna respectivă, primul recensământ exhaustiv în cadrul noului dispozitiv a fost realizat în 2007.
În 2021, comuna număra 141 locuitori, în scădere cu −15,06 % față de 2015 (Vosges: −31,91 %, Franța fără Mayotte: +1,84%).
| An        | 1793 | 1821 | 1841 | 1856 | 1876 | 1886 | 1901 | 1921 | 1936 | 1962 | 1982 | 2006 | 2014 | 2021 |
| --------- | ---- | ---- | ---- | ---- | ---- | ---- | ---- | ---- | ---- | ---- | ---- | ---- | ---- | ---- |
| Populație | 416  | 461  | 543  | 468  | 432  | 391  | 370  | 200  | 187  | 160  | 180  | 153  | 169  | 141  |

## Cultura și patrimoniul local

### Locuri si monumente

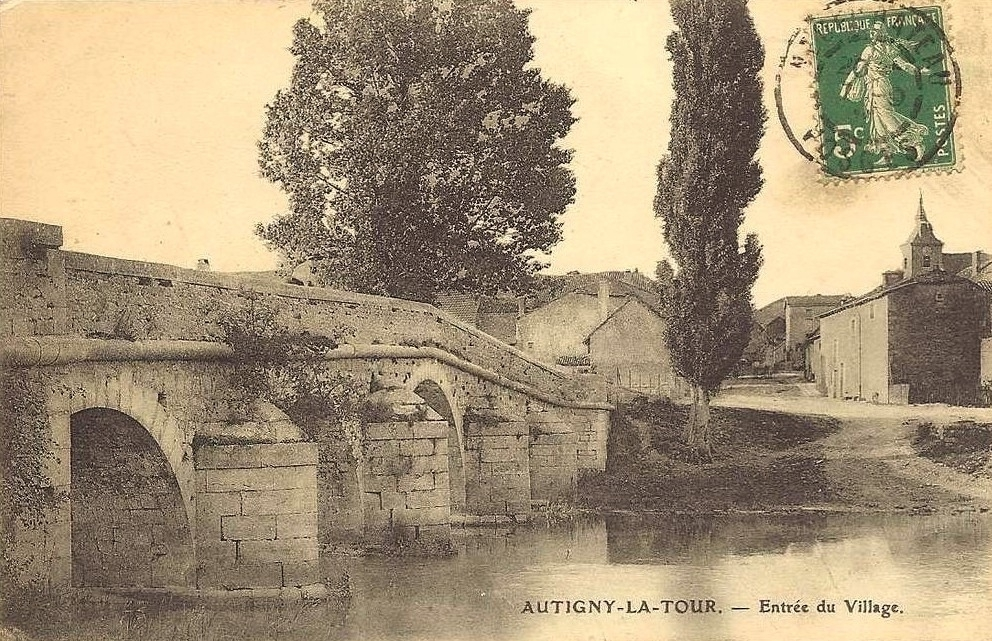
Carte poștală a podului roman circa 1910.

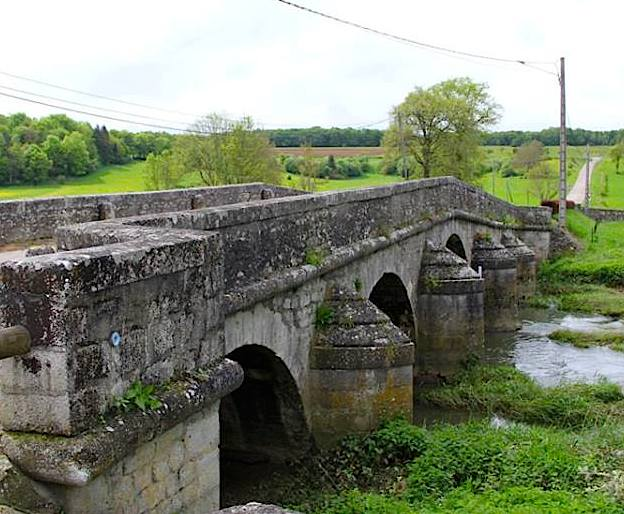
Podul roman.

- Castelul din Autigny, datând din secolul al XVI-lea, a fost reconstruit în 1748. El domină o grădină în stil francez și un parc împădurit de două hectare, împrejmuit. Un canal de derivație alimentează un bazin conceput în spiritul Canope-ului de la Villa lui Hadrian din Tivoli, Italia. Castelul este situat la intrarea în sat, construit într-un amfiteatru natural format de râul Vair. Este o proprietate privată, însă poate fi vizitat în unele după-amiezi de vară. Castelul și împrejmuirea sa sunt înscrise ca monumente istorice, iar salonul, numit de companie, este clasat prin același decret din 12 decembrie 1991[29].
- Biserica Saint-Pient este un edificiu religios situat în satul Autigny-la-Tour. Dedicată sfântului Pient, biserica are o istorie care se împletește cu tradițiile locale și patrimoniul arhitectural al regiunii. Aceasta reflectă stiluri arhitecturale variate, specifice epocilor în care a fost construită și modificată de-a lungul secolelor.
- Un pod din piatră, care traversează râul Vair.
- Podul roman.
- Crucea de drum din piatră, datând din secolul al XVI-lea, situată pe drumul către Martigny, este clasată ca monument istoric prin decretul din 12 august 1909[30].
- Crucea de drum din piatră, numită Croix Vernaie, datând din 1584, se află pe drumul dintre Autigny și Fruze și este clasată ca monument istoric prin decretul din 23 iulie 1909[31].